# Разворот Кройфа

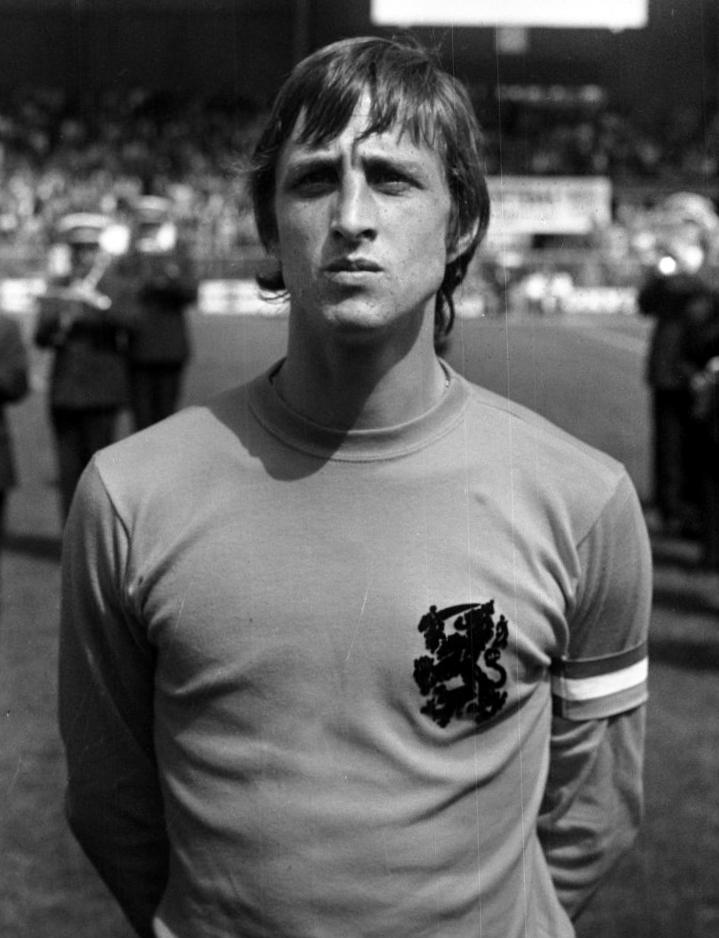
Йохан Кройф на ЧМ-1974

Разворот Кройфа, также поворот Кройфа (англ. Cruyff turn, нидерл. Cruijff turn) — футбольный финт, использующийся профессиональными футболистами по всему миру. Назван в честь Йохана Кройфа, применившего данное движение на чемпионате мира 1974 года.

## Демонстрация
На 24-й минуте игры против национальной сборной Швеции на групповом этапе чемпионата мира 1974 года, когда Йохан Кройф контролировал мяч в атакующей позиции, но стоял лицом к своим воротам и плотно опекался шведским защитником Яном Ульссоном, Кройф сделал вид, что собирается отдать пас, подняв свою ногу. После этого нидерландский футболист резко перетащил мяч за другую свою ногу, покатив его в противоположном изначальному направлению, после чего развернулся на 180 градусов и разогнался. Благодаря своей простоте, эффективности и непредсказуемости разворот Кройфа остаётся одним из наиболее часто встречающихся приёмов дриблинга в современном футболе.